# 퀵 킬
퀵 킬(Quick Kill)은 능동방어시스템의 하나이다. 미국에서 만들었지만 가격 때문에 미국은 트로피 시스템을 채택했다.
비싼만큼 날탄도 방어가 가능하다. 물론 날탄은 순수 운동에너지탄인만큼 피격 전에 푹발시키는것은 불가능하지만 근처에서 폭발함으로써 측풍에 취약한 날탄이 중심을 잃고 흔들거리게 만들어 관통력을 감소시키는 방식이다.